# Montsoult
Montsoult este o comună franceză, situată în departamentul Val-d'Oise, în regiunea Île-de-France, situată pe versantul unui deal, la marginea pădurii L'Isle-Adam și aflându-se la aproximativ 25 km la nord de Paris.

## Geografie

### Comune limitrofe
| Nerville-la-Forêt | Maffliers         |             |
| Villiers-Adam     |                   | Attainville |
| Chauvry           | Baillet-en-France |             |

### Clima
În 2010, clima comunei este de tipul climatului oceanic degradat al câmpiilor din Centru și Nord, conform unui studiu al Centrului Național de Cercetare Științifică (CNRS) pe baza unui set de date care acoperă perioada 1971-2000 bazat pe o serie de date din perioada 1971-2000. În 2020, Météo-France a publicat o tipologie a climatului pentru Franța metropolitană, în care comuna este expusă unui climat oceanic și se află în regiunea climatică Sud-vest a bazinului Parisian, caracterizată printr-o ploaie redusă, în special primăvara (120-150 mm) și un iarnă rece (3,5 °C).
Pentru perioada 1971-2000, temperatura anuală medie este de 10,8 °C, cu o amplitudine termică anuală de 14,6 °C. Cumulul anual mediu de precipitații este de 701 mm, cu 11,8 zile de precipitații în ianuarie și 8,2 zile în iulie. Pentru perioada 1991-2020, temperatura medie anuală observată la stația meteorologică Météo-France cea mai apropiată, situată în comuna Bonneuil-en-France la 14 km distanță, este de 12,1 °C, iar cumulul anual mediu de precipitații este de 616,3 mm.
Parametrii climatici ai comunei au fost estimați pentru mijlocul secolului (2041-2070) conform diferitelor scenarii de emisie de gaze cu efect de seră, bazate pe noile proiecții climatice de referință DRIAS-2020. Aceștia pot fi consultați pe un site dedicat publicat de Météo-France în noiembrie 2022.

## Urbanism

### Tipologie
La 1 ianuarie 2024, Montsoult este clasificată drept centură urbană, conform noii grile comunale de densitate cu șapte niveluri, definită de INSEE (Institutul Național de Statistică și Studii Economice) în 2022. Aceasta face parte din unitatea urbană Montsoult, o aglomerație intra-departamentală formată din trei comune, dintre care Montsoult este orașul-centru. De asemenea, comuna face parte din zona metropolitană a Parisului, fiind o comună din coroană.. Această zonă cuprinde 1.929 de comune.

## Istorie
În jurul anului 1275, senioria a fost împărțită între o ramură a familiei Montmorency și familia La Queue. Cele două domenii au fost reunite în 1744 de către Geoffroy Macé Camus de Pontcarré, baron de Maffliers. Populația se ridica la puțin peste 400 de locuitori în secolul al XIX-lea.
Odată cu sosirea căii ferate în 1875, comuna a cunoscut o evoluție demografică lentă și s-a extins spre gara situată în câmpie. O primă etapă de lotizare a început în 1926, provocând un aflux semnificativ de populație.

## Populația și societatea

### Date demografice
Evoluția numărului de locuitori este cunoscută prin recensămintele populației efectuate în comună începând din 1793. Pentru comunele cu mai puțin de 10 000 de locuitori, un recensământ al întregii populații este realizat la fiecare cinci ani, populațiile legale pentru anii intermediari fiind estimate prin interpolare sau extrapolare.
În 2022, comuna număra 4095 locuitori, în creștere cu +20,26 % față de 2016 (Val-d'Oise: +4 %, Franța fără Mayotte: +2,11 %).
| An        | 1793 | 1821 | 1841 | 1856 | 1876 | 1886 | 1901 | 1921 | 1936 | 1962 | 1982 | 2006 | 2014 | 2022 |
| --------- | ---- | ---- | ---- | ---- | ---- | ---- | ---- | ---- | ---- | ---- | ---- | ---- | ---- | ---- |
| Populație | 457  | 478  | 447  | 355  | 354  | 458  | 424  | 543  | 951  | 1535 | 3175 | 3492 | 3431 | 4095 |

## Cultură locală și patrimoniu

### Locuri și monumente

#### Monumente istorice
- Biserica Saint-Sulpice, rue de la Mairie (clasată monument istoric prin ordinul din 16 iunie 1926[25])

Aceasta a succedat unei biserici din secolul al XII-lea sau al XIII-lea, care a fost aproape complet reconstruită în prima jumătate a secolului al XVI-lea în stil gotic. Sfințirea sa a avut loc în 1543.
Este o construcție destul de simplă, care se remarcă prin planul său neobișnuit cu două nave, caracteristic bisericilor-hală. Instabilitatea terenului a necesitat mai multe lucrări de consolidare, iar exteriorul nu are un caracter deosebit. Fațada din secolul al XVIII-lea, influențată de stilul clasic, ar trebui să fie în mod normal tencuită.
Interiorul își păstrează caracterul datorită celor opt bolți cu nervuri, dintre care unele se sprijină pe stâlpi decorați cu frize sculptate. Problemele structurale au determinat o lungă campanie de restaurare între 1967 și 1976. Aproape toate piesele de mobilier vechi au fost îndepărtate, iar biserica a fost redecorată ulterior. Cristelnița, patru statui și un tablou sunt singurele elemente anterioare Revoluției Franceze care au fost păstrate.
Astăzi, biserica Saint-Sulpice este principalul loc de cult al unei grupări parohiale care se extinde pe patru comune.
- Fosta cruce de cimitir, în fața bisericii (clasată monument istoric prin ordinul din 16 iunie 1926[27])

Aceasta nu a fost mutată atunci când cimitirul a fost transferat spre periferia estică a satului. Crucea propriu-zisă este realizată din fier forjat și este foarte simplă. Este montată pe un fus cilindric cu bază pătrată, care se înalță pe un piedestal renascentist deosebit de elaborat, dar prost conservat.
Pe fiecare dintre cele patru fețe ale piedestalului există o nișă, a cărei parte superioară este decorată cu un motiv în formă de scoică Saint-Jacques, simbolizând faptul că Montsoult se afla pe unul dintre traseele de pelerinaj către Santiago de Compostela. Deasupra nișelor se află mici frontoane în arc de cerc, ușor proeminente, sprijinite la fiecare dintre cele două capete pe console care par să fi fost sculptate sub formă de capete.

#### Alte elemente ale patrimoniului
- Trou Floquet, rue Paul-Rimet

Originea acestei depresiuni a terenului este necunoscută, dar cel mai probabil este un vestigiu al exploatării ghipsului, care se desfășoară în regiune încă din perioada Evului Mediu timpuriu. Trou Floquet este menționat sub acest nume încă dintr-un document din 1584. După perioade ploioase, fundul depresiuni se umple cu apă, care este ulterior evacuată printr-o canalizare. Cavitatea a fost consolidată cu ziduri din piatră brută pentru a stabiliza terenul.
- Crucea din Montsoult, la intersecția rue de Maffliers / rue des Charmilles / rue de Villaines

Această cruce se află pe locul unei cruci mai vechi, cunoscută încă de la sfârșitul secolului al XVII-lea. Ea marca intrarea estică a satului pe vechiul drum regal dintre Beauvais și Paris, care trecea odinioară prin înălțimile Montsoult.
- Casa de la numărul 26, rue des Charmilles

Această casă păstrează o inscripție din epocă: „Commune de Montsoult, Service des Eaux, Forage n° 2, 1927”. În acel an, a fost forat un al doilea puț adânc pentru a alimenta cu apă potabilă noile lotizări. Alimentarea cu apă potabilă în Montsoult datează deja din 1909, ca urmare a debitului insuficient al celor trei fântâni existente anterior.
- Villa Béthanie, rue de Baillet

Acest fost seminar se află din 1889 pe locul fostului castel medieval Pied-de-Fer, distrus în 1875. Zidurile înalte care împrejmuiesc vastul domeniu, ocupat în mare parte de un parc, se întind de-a lungul rue de la Mairie, vizavi de biserică, precum și de-a lungul rue de Pontoise și rue de Baillet. Parcarea este delimitată la sud și est de allée des Clématites.
- Pasarela, sente de derrière le Moulin

Acest mic pod care traversează o alee rurală datează de la începutul secolului al XX-lea și leagă cele două părți ale parcului fostului castel din Montsoult (acum dispărut), reunite după ce au fost cumpărate de aceiași proprietari. Este vorba despre Fernand Fourcade, bancher și industrial, primar al comunei Montsoult între 1899 și 1932, și cumnatul său, Georges Provost. Pe lângă aceasta, aleea du Moulin a fost mutată la cererea lor. Alte pasarele au fost construite între cele două părți ale proprietății, dar doar una a supraviețuit. Balustradele din beton armat imită textura lemnului.
- Casa Îngerului Păzitor, 23 rue de la Mairie

Construită în stil neorenascentist, această casă din cărămidă roșie și piatră fasonată este una dintre cele mai remarcabile din sat. O statuie a unui înger păzitor împodobește colțul de nord-est al fațadei, deasupra căruia se află un mic turn cu clopot. Casa a fost vechea poartă de acces a vilei Béthanie (vezi mai sus) și a trecut prin mâinile mai multor ordine religioase: franciscanele ordinului Elisabetei de Turingia au amenajat aici un pensionat, iar mai târziu părinții Oratorieni au transformat-o în noviciat, ca anexă a vilei Béthanie.
- Villa des Tilleuls, 18 rue de Pontoise

Această reședință mare este una dintre cele mai importante din comună. Numele său provine de la teiul care mărginește strada de Pontoise. A fost construită pentru doctorul Bujon, medic și primar al orașului, apoi a trecut în proprietatea domnului Champenois, consilier municipal. Festivalurile școlare municipale sunt apoi organizate anual în parcul vilei. Astăzi aparține municipalității care o folosește pentru activitățile sale culturale. Casa îngrijitorului de la intrarea în moșie și fostele anexe sunt ocupate de serviciile tehnice ale primăriei.
- Pont d'Arcole, la intrarea în pădurea Isle-Adam, în prelungirea vestică a rue de la Mairie

Acest pod a fost construit în 1830 pe cheltuiala contelui de Choiseul, care dorea să poată lega parcul castelului său Baillet-en-France de cel al lui Maffliers, proprietatea ducelui de Périgord. Întrucât cele două proprietăți nu erau tocmai adiacente, contele a fost nevoit mai întâi să dobândească cartierul Bois, format dintr-o fermă și mai multe case. Odată ce a cumpărat totul, l-a distrus pe toate. Au fost tăietorii de lemne cei care au dat numele podului, ca un pod la Paris, în memoria unui tânăr republican care a murit în cele Trei Zile Glorioase. Doborât în timp ce planta un steag tricolor, el a strigat înainte de a muri: „Amintiți-vă că mă numesc Arcole”.
- Zidul vechi al castelului Pied-de-Fer

Datând din secolul al XVI-lea sau al XV-lea, provine de la castelul demolat de franciscanii Elisabetei de Turingia în 1875, iar astăzi delimitează o dezvoltare locativă la vest de sat.